# مارك همبرغر
مارك همبرغر (بالإنجليزية: Mark Hamburger)‏ هو لاعب كرة قاعدة أمريكي، ولد في 5 فبراير 1987 في سانت بول في الولايات المتحدة.

## وصلات خارجية
- مارك همبرغر على موقع دوري كرة القاعدة الرئيسي (الإنجليزية)
- مارك همبرغر على موقع دوري أستراليا لكرة القاعدة (الإنجليزية)
- مارك همبرغر على موقعبيزبول رفرنس.كوم (الدوري الرئيسي) (الإنجليزية)
- مارك همبرغر على موقعبيزبول رفرنس.كوم (الدوري الثانوي) (الإنجليزية)
- مارك همبرغر على موقع إي إس بي إن.كوم (أم.أل.بي) (الإنجليزية)
- مارك همبرغر على موقع مشجعي الرسوم البيانية (الإنجليزية)